# La Princesse de la Lune
Pour plus de détails, voir Fiche technique et Distribution.
La Princesse de la Lune (竹取物語, Taketori monogatari) est un film japonais réalisé par Kon Ichikawa, sorti en 1987.

## Synopsis
Dans l'ancien Japon, un coupeur de bambous, Taketori-no-Miyatsuko, parti se recueillir sur la tombe de sa fille découvre un bébé et décide de le prendre sous son aile. Mais le bébé grandit beaucoup plus vite que la normale car il vient de l'espace.

## Fiche technique
- Titre : La Princesse de la Lune
- Titre original : 竹取物語 (Taketori monogatari?)
- Réalisation : Kon Ichikawa
- Scénario : Ryūzō Kikushima, Mitsutoshi Ishigami (ja), Shin'ya Hidaka (ja) et Kon Ichikawa, d'après le conte Kaguya-hime du même nom de Murasaki Shikibu
- Musique : Kensaku Tanikawa (ja)
- Photographie : Setsuo Kobayashi (ja)
- Décors : Shinobu Muraki (ja)
- Montage : Chizuko Osada (ja)
- Production : Hiroaki Fujii, Masaru Kakutani et Jun'ichi Shinsaka
- Société de production : Fuji Television Network et Tōhō Pictures
- Pays de production :  Japon
- Langue originale : japonais
- Genre : Aventure, drame, historique et science-fiction
- Format : couleur - 35 mm - 1,85:1
- Durée : 121 minutes[1]
- Dates de sortie : 
  - Japon : 26 septembre 1987[1]

## Distribution
- Toshirō Mifune : Taketori-no-Miyatsuko
- Ayako Wakao : Tayoshime
- Yasuko Sawaguchi : Kaya, la princesse Kaguya
- Kōji Ishizaka : Mikado
- Kiichi Nakai : Otomo-no-Dainagon, ministre des armées
- Koasa Shunpūtei : Kuramochi-no-Miko, ministre de la culture
- Takatoshi Takeda : Abe-no-Udaijin, ministre des finances
- Megumi Odaka : Akeno
- Katsuo Nakamura : Lise
- Shirō Itō : Sojo-no-Doson
- Fujio Tokita : Shonin-no-Uda
- Takeshi Katō : Fujiwara-no-Okuni
- Kyōko Kishida : Kougo
- Jun Hamamura : Sakanoue-no-Dajo-Daijin
- Gen Idemitsu : Mura-no-Choja
- Hirokazu Inoue : Ono-no-Fusamori
- Miho Nakano : Kaya

## Distinctions
Le film a été nommé pour neuf Japan Academy Prizes et reçu celui de la meilleure direction artistique ainsi qu'un prix spécial pour les effets spéciaux.